# Landherrenschaft Bergedorf

Gliederung Hamburgs um 1875:
Stadt Hamburg mit St. Georg
Vorstadt St. Pauli und 15 weitere „Vororte“
Landherrenschaft der Geestlande
Landherrenschaft der Marschlande
Landherrenschaft Bergedorf
nicht im Bild: Landherrenschaft Ritzebüttel (hamburgische Exklave an der Elbmündung)

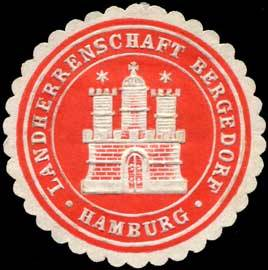
Siegelmarke Landherrenschaft Bergedorf

Die Landherrenschaft Bergedorf wurde 1868 gebildet, nachdem das zuvor über 400 Jahre von Lübeck und Hamburg gemeinsam („beiderstädtisch“) verwaltete Amt Bergedorf in den alleinigen Besitz Hamburgs übergegangen war. Sie war eine von vier Landherrenschaften im damaligen Land Hamburg und umfasste die Städte Bergedorf und Geesthacht sowie die sogenannten Vierlande (Gemeinden Altengamme, Curslack, Kirchwärder und Neuengamme einschließlich West-Krauel).

## Änderungen im Gebietsbestand
Am 14. April 1875 wurde die Ortschaft Ost-Krauel von der Landherrenschaft der Marschlande in die Landherrenschaft Bergedorf umgegliedert.
Am 2. Januar 1924 schieden die Städte Bergedorf und Geesthacht aus der Landherrenschaft aus.
1926 wurden die vier Landherrenschaften zu einer einzigen Landherrenschaft Hamburg vereinigt. 
Nach dem Groß-Hamburg-Gesetz vom 1. April 1937 ging Geesthacht an die damals preußische Provinz Schleswig-Holstein über. Die übrigen Gemeinden gingen zum 1. April 1938 in der neuen Einheitsgemeinde Hamburg auf und gehören heute zum Bezirk Bergedorf.